# Pericallia coorgensis
Pericallia coorgensis là một loài bướm đêm thuộc phân họ Arctiinae, họ Erebidae.